# Bez odwrotu (film 1995)
Bez odwrotu (No Way Back) amerykański film sensacyjny z wątkami z pracy agentów FBI. Bohater, pracownik FBI po śmierci swej żony musi sam zdecydować co dalej. Życie samo układa za niego scenariusz.